# Eckard Wimmer
Eckard Wimmer (* 22. Mai 1936 in Berlin) ist ein US-amerikanischer Virologe und Biochemiker deutscher Herkunft, bekannt für Entdeckungen zur Molekularbiologie des Poliovirus und die erste chemische Synthese eines Virus.

## Leben
Wimmer studierte Chemie an der Universität Rostock in der DDR. 1956 floh er in die Bundesrepublik Deutschland, da „wir wußten, daß die Mauer kommt“. Er setzte sein Studium an der Georg-August-Universität Göttingen fort und wurde am 8. Januar 1957 im Corps Teutonia-Hercynia recipiert. Ihm gelang 1959 der Diplomabschluss und 1962 die Promotion in organischer Chemie. Bis 1964 war er Assistent in der Organischen Chemie der Universität Göttingen. Anschließend war er bis 1966 an der University of British Columbia Research Fellow in Biochemie und bis 1968 an der University of Illinois Research Associate in Molekularbiologie. 1968 wurde er Assistant Professor und später Associate Professor für Mikrobiologie an der St. Louis University School of Medicine. 1969 war er Gastprofessor am Massachusetts Institute of Technology. Ab 1974 war er Associate Professor und ab 1979 Professor für Mikrobiologie an der School of Medicine der State University of New York at Stony Brook (SUNY). 1984 bis 1999 war er dort Vorstand seiner Fakultät. 2002 erhielt er den Rang eines Distinguished Professor. Wimmer arbeitet auch mit 76 Jahren wissenschaftlich weiter (2012). 
Wimmer ist verheiratet und hat zwei Kinder. Er ist amerikanischer Staatsbürger geworden.

## Werk
Eckard Wimmer untersuchte die verschiedensten Aspekte des Poliovirus (und anderer Picornaviren), die ihm und seiner Forschungsgruppe als einfache Studienmodelle humaner pathogener Viren dienen. Dabei gelangen ihm mehrere Durchbrüche in der Forschung. 1981 bestimmte er mit Kollegen die vollständige Sequenz des RNA-Genoms des Poliovirus. Zuvor hatte er den Mechanismus der RNA-Vervielfältigung des Virus und das daran beteiligte Protein aufgeklärt. Er identifizierte die Eröffnungssequenz der Virusvervielfältigung in dessen Genom (IRES, Internal Ribosomal Entry Site). Er identifizierte und klonierte mit seiner Gruppe den Rezeptor, an den das Poliovirus an der Zelle andockt (CD 155) und verschiedene Antigene des Virus und er forscht mit seiner Gruppe über die verschiedensten Aspekte der Pathogenese des Virus.
Nachdem schon länger bekannt war, dass sich die Replikation von Viren und diese selbst sich prinzipiell chemisch synthetisieren ließen, demonstrierte Wimmer dies 2002 mit seiner Gruppe am Fall des relativ einfach gebauten Poliovirus, was große Medienaufmerksamkeit fand, insbesondere in Hinblick auf die Gefahren von Bioterrorismus und biologischer Waffenentwicklung. Zunächst gelang ihm und seiner Gruppe 1991 die In-vitro-Synthese des Poliovirus in zellfreier Umgebung und 2002 dann die vollständige chemische Synthese eines Virus (des Poliovirus). Durch Injektion des synthetisch hergestellten Virus in Mäuse fanden sie keinen Unterschied zur normalen Polioinfektion. Wimmer war damit ein Pionier der synthetischen Virologie.
2006 schlug er vor, verbesserte Impfstoffe mit gentechnisch veränderten (weniger infektiösen) Viren herzustellen, wobei sie sich einer neuartigen Technik bedienten, die bei bestimmten Viren wie dem Poliovirus anwendbar war (Codon Deoptimierung, Veränderung des Verhältnisses der Codon-Paare). Wimmer arbeitet dabei im Computer Aided Design der Impfstoffe auch mit Informatikern wie Steve Skiena von der SUNY zusammen und wandte das Verfahren zum Beispiel auf die Impfstoffentwicklung gegen Grippe an.

## Preise und Mitgliedschaften
1996 erhielt Wimmer den Alexander-von-Humboldt-Forschungspreis und 2011 den M.-W.-Beijerinck-Preis in Virologie der Königlich Niederländischen Akademie der Wissenschaften. 2001 hielt er die Maurice R. Hilleman Lecture der Pritzker School of Medicine der Universität Chicago. 2012 erhielt er die Robert-Koch-Medaille. Wimmer ist Mitglied der Leopoldina (1998), der American Association for the Advancement of Science (2008), der American Academy of Microbiology (1994), der National Academy of Sciences (2012) und die Loeffler-Frosch-Medaille (2014). 2008 erhielt er den Lifetime Achievement Award der Research Foundation of the State University of New York.

## Schriften
- E. Wimmer, S. Mueller, T. M. Tumpey, J. K. Taubenberger Synthetic viruses: a new opportunity to understand and prevent viral disease, Nature Biotechnology, Band 27, 2009, S. 1163–1172
- E. Wimmer, Aniko V. Paul Synthetic poliovirus and other designer viruses: what have we learned from them ? Annual Review of Microbiology, Band 65, 2011, S. 583–609, doi:10.1146/annurev-micro-090110-102957
- E. Wimmer, Christopher Hellen, X. Cao Genetics of Polio Virus, Annual Review of Genetics, Band 27, 1993, S. 353–436
- E. Wimmer, Aniko Paul: Picornaviren – Grundlagen, in: Wolfram H. Gerlich, Hans W. Doerr (Herausgeber) Medizinische Virologie, 2. Auflage, Thieme 2010